# Yvette Broch
Yvette Broch (* 23. Dezember 1990 in Monster, Südholland) ist eine niederländische Handballspielerin.

## Karriere
Yvette Broch spielte in den Niederlanden bei Van der Voort/Quintus. Nachdem sie 2008 das Finale der Castingshow Holland's Next Top Model erreicht hatte, hörte sie mit dem Handball auf, um sich ganz auf eine Modelkarriere zu konzentrieren. Ab 2009 spielte sie dann wieder Handball, zunächst bei VOC Amsterdam, und ab 2010 in Spanien beim BM Alcobendas. 2011 wechselte die 1,84 Meter große Kreisläuferin zum französischen Erstligisten Metz Handball, mit dem sie 2013 Meisterschaft und Pokal gewann, sowie das Finale des EHF-Pokals erreichte, in dem man dem dänischen Verein Team Tvis Holstebro unterlag. Eine Saison später gewann sie erneut die Meisterschaft. Im Jahr 2015 gewann sie zum zweiten Mal den französischen Pokal. Ab der Saison 2015/16 stand sie beim ungarischen Spitzenverein Győri ETO KC unter Vertrag. 2016, 2017 und 2018 gewann sie mit Győri ETO KC die ungarische Meisterschaft, 2016 und 2018 den ungarischen Pokal sowie 2017 und 2018 die EHF Champions League. Im Sommer 2018 beendete sie ihre Karriere. Im Januar 2021 gab sie ihr Comeback für den französischen Erstligisten Metz Handball. In der Saison 2021/22 stand sie beim rumänischen Erstligisten CSM Bukarest unter Vertrag, mit dem sie den rumänischen Pokal gewann. Anschließend kehrte sie zu Győri ETO KC zurück. Mit Győri ETO KC gewann sie 2023 die ungarische Meisterschaft und 2024 die EHF Champions League. Nach der Saison 2023/24 wird sie ihre Karriere beenden.
Broch bestritt 120 Länderspiele für die niederländische Nationalmannschaft, in denen sie 305 Tore erzielte. Sie nahm an den Weltmeisterschaften 2011 und 2013 teil. Weiterhin nahm sie an den Olympischen Spielen 2016 in Rio de Janeiro teil. Bei der Europameisterschaft 2016 gewann sie die Silbermedaille. Ein Jahr später gewann sie die Bronzemedaille bei der Weltmeisterschaft in Deutschland. Zusätzlich wurde Broch in das All-Star-Team der WM 2017 gewählt. Im Jahr 2023 nahm sie nochmals an der Weltmeisterschaft teil, bei der die Niederlande den fünften Platz belegte. Broch warf im Turnierverlauf 14 Tore.